# Teoria da transição de poder
A Teoria da transição de poder é uma teoria de origem cíclica da guerra, em relação ao poder nas Relações Internacionais.
Foi criada por Abramo Fimo Kenneth Organski e publicado no seu livro, World Politics (1958), que descreve a transição de poder na política internacional como uma hierarquia com 4 graus de poder entre os Estados. O objetivo desta teoria é investigar a condição cíclica das guerras, e como a transição de poder em termos de machtpolitik pode afetar o início destas guerras.

## Visão geral
Os principais poderes preditivos da teoria é na probabilidade da guerra e formação de alianças. A guerra é a mais provável, de maior duração e de maior magnitude, quando um desafiante ao poder dominante entra em igualdade aproximada com o Estado dominante e está insatisfeito com o sistema existente. Da mesma forma, as alianças são mais estáveis quando os partidos para a aliança estão satisfeitos com a estrutura do sistema. Isto leva à visão de que quando o equilíbrio de poder é instável (ou seja, as duas nações assumiram papéis dominantes na geopolítica), a probabilidade de guerra é menor. De acordo com Organski:
| “ | Uma distribuição uniforme dos recursos políticos, econômicos e militares entre grupos rivais de Estados provavelmente pode aumentar a probabilidade de guerra, mas a paz é melhor preservada quando há um desequilíbrio de capacidades nacionais entre as nações favorecidas e desfavorecidas; o agressor virá de um pequeno grupo de países fortes insatisfeitos, e o mais fraco ao invés do mais forte, raramente usará seu poder para agredir. | ” |

Há nuances ainda mais na teoria, por exemplo: as fontes de transição de poder podem variar em sua volatilidade, como quando há uma mudança populacional, sendo a capacidade de controle (definida como a capacidade do governo para controlar os recursos internos do país), dos políticos a pior possível.
Empregando a metáfora de uma pirâmide, Organski argumenta que há muitos Estados fracos, e poucos fortes. Os Estados mais fortes são chamados de "poderes dominantes". São os únicos com a maior proporção de recursos de poder. Isto é comumente definido como a posse de recursos. Esses recursos incluem população, território, recursos naturais, forças militares, grande economia e estabilidade política. Além do poder "hegemônico" do Estado, há também algumas "grandes potências", uma coleção de rivais em potencial do Estado dominante e que compartilham a tarefa de manutenção e controle do sistema, além da alocação do poder. Também existem "potências regionais", de importância regional similar ao Estado dominante, mas incapazes de desafiar o Estado dominante ou a estrutura do sistema, entre os "poderes secundàrios" e outros.
Estes poderes dominantes ou hegemonias, comumente surgem e usam seu poder para criar um conjunto de estruturas políticas e econômicas, com o objetivo de melhorar a estabilidade do sistema, ao mesmo tempo que avançam em sua própria segurança. Em outras palavras, este Estado está interessado em manter o "status quo" do sistema internacional. Organski e Jacek Kugler definem os Estados que possuem status quo como aqueles que participam das "regras do jogo" e se beneficiam com estas regras. Estados que desafiam o sistema querem "um novo lugar para si na sociedade internacional" compatível com o seu poder. Estes Estados expressam uma "insatisfação geral" com a sua "posição no sistema", e possuem o desejo de "reformular as regras pelas quais as relações entre as nações funcionam".
Uma vez que o status quo internacional é defendido pelo Estado dominante, somente os mais fortes das grandes potências podem plausivelmente ameaçar mudar seu status quo. O argumento que acompanha a pirâmide de poder implica que apenas o Estado "insatisfeito" é praticamente igual ao poder do Estado dominante, e que o primeiro tem a disposição para a guerra. Assim, a hipótese da teoria da transição de poder são quando as chances de haver guerra entre os dois Estados é relativamente alta, havendo assim, uma transição de poder entre o Estado dominante e o desafiante insatisfeito. Essa guerra pode ser chamada de "guerra hegemônica". A consequência mais importante de uma guerra hegemônica é quando muda o sistema de acordo com a nova distribuição internacional de poder, que traz uma reorganização dos componentes básicos do sistema. A vitória e a derrota estabelecem uma hierarquia inequívoca de prestígio congruente com a nova distribuição de poder no sistema. A guerra determina quem vai governar o sistema internacional, cujos interesses serão servidos principalmente pela nova ordem internacional.
Ao contrário da "Teoria de equilíbrio de poder" tradicional, com sua hipótese de paridade do poder, que afirmam que uma igualdade de poder pode conduzir para a paz; a "Teoria da transição de poder" chega a conclusão contrária alegando que a probabilidade de guerra entre o desafiante crescente e o Estado dominante é alta. Antes de atingir a paridade ou nascimento, os poderes insatisfeitos tem poucos incentivos para atacar um poder dominante que é ainda visto como muito poderoso. O desafiante essencialmente não tem capacidade de fazer algo sobre a sua insatisfação. Muito tempo depois de superar o poder que uma vez já pertenceu ao Estado dominante, o desafiante não tem muito incentivo para atacar um Estado inferior, que se torna seu ex–rival.
Assim, o maior risco de guerra é quando os dois Estados alcançaram a igualdade aproximada no poder (paridade), após um Estado que está insatisfeito com a ordem internacional é pego por um Estado mais poderoso (ultrapassagem), e que o último fica responsável pela criação de seu status quo.

## Hierarquia
Organski organizou o mundo em 4 tipos de Estados. A transição do poder ocorre de um Estado dominante para uma grande potência (na maioria dos casos), levando a uma guerra.
1. um Estado "dominante" é aquele que possui maior proporção de poder (população, produtividade e coerência na capacidade e significado político, promovendo a estabilidade). Atualmente tal Estado é chamado de superpotência, ou no caso da unipolaridade, hiperpotência. Antes da Guerra Fria, nenhum termo foi usado universalmente para descrever tal poder.
2. "grandes potências" são uma coleção de rivais em potencial do Estado dominante e que compartilham a tarefa de manutenção e controle do sistema, além da alocação de recursos de poder. Grandes potências tendem a apresentar projeção de poder além da sua região.
3. "potências regionais" são similares ao Estado dominante, mas incapazes de desafiar o Estado dominante ou a estrutura do sistema.
4. "poderes secundários" são o restante dos estado–nações que possuem pouco poder na sua região e tem a influência nomeamente insignificante fora da sua região.